# Остренко, Виктор Яковлевич
Остренко Виктор Яковлевич (* 10 апреля (28 марта) 1917, Екатеринослав — † 6.10.1994) — украинский учёный советского времени, специалист в области металлургии, член-корреспондент АН УССР — 1978. Награждён орденом Трудового Красного Знамени, лауреат Государственной премии СССР 1968 и 1979 годов.
В 1941 году окончил Днепропетровский металлургический институт.
С 1947 года работает во Всесоюзном НИИ и конструкторско-технологическом институте трубной промышленности в Днепропетровске.
Направления его научной деятельности — разработка теории и технологии производства бесшовных труб.
Имеет более 40 патентов на изобретения.